# The Small Back Room
The Small Back Room is een Britse dramafilm uit 1949 onder regie van Michael Powell en Emeric Pressburger. Destijds werd de film in Nederland uitgebracht onder de titel De mannen in de achterhoede.

## Verhaal
Tijdens de Tweede Wereldoorlog gooien de nazi's explosieven op Groot-Brittannië, die sprekend op snoepgoed lijken. Sammy Rice moet die explosieven onschadelijk maken. Hij heeft een drankprobleem, sinds zijn voet is geamputeerd. Dan maakt hij kennis met Susan.

## Rolverdeling
| Acteur            | Personage            |
| ----------------- | -------------------- |
| David Farrar      | Sammy Rice           |
| Kathleen Byron    | Susan                |
| Jack Hawkins      | R.B. Waring          |
| Leslie Banks      | Kolonel A.K. Holland |
| Michael Gough     | Kapitein Dick Stuart |
| Cyril Cusack      | Korporaal Taylor     |
| Milton Rosmer     | Professor Mair       |
| Walter Fitzgerald | Brine                |
| Emrys Jones       | Joe                  |
| Michael Goodliffe | Till                 |
| Renée Asherson    | Korporaal            |
| Anthony Bushell   | Kolonel Strang       |
| Henry Caine       | Sergeant-majoor Rose |
| Elwyn Brook-Jones | Gladwin              |
| James Dale        | Brigadegeneraal      |